# شطرنج باد
شطرنج باد فیلمی به کارگردانی و نویسندگی محمدرضا اصلانی محصول سال ۱۳۵۵ است. این فیلم به تهیه‌کنندگی بهمن فرمان‌آرا محصول «شرکت گسترش صنایع سینمایی ایران» است که فقط یک‌بار در آذر ماه سال ۱۳۵۵ در پنجمین جشنواره جهانی فیلم تهران نمایش داده شد و با واکنش منفی روبرو بود. اما پس از مرمت در سال ۲۰۲۰ و اکران جدید در کشورهای مختلف توسط شرکت جنس فیلمز با واکنش‌های مثبتی همراه بوده است.

## خلاصهٔ داستان
در آغاز سده ۱۴ (خورشیدی) در خانواده‌ای اشرافی، بزرگ خانواده -خانم بزرگ- فوت می‌کند. وارث او، خانم کوچک (فخری خوروش)، دختری افلیج است. بر سر تصاحب ثروت خانوادگی بین اتابک (محمدعلی کشاورز، ناپدری خانم کوچک)، کنیزک (شهره آغداشلو)، دایه، و برادرزاده‌های ناپدری مناقشه درمی‌گیرد. خانم کوچک موقعی که اتابک بر سر نماز است با وزنه ای بر سر او می‌کوبد و به کمک کنیزک، اتابک را در سرداب خانه پنهان می‌کند. روز بعد، مفتش (حمید طاعتی) به بازجویی از افراد خانواده می‌پردازد اما چیزی دستگیرش نمی‌شود. تا اینکه روشن می‌شود اتابک زنده است و با کنیزک رابطه دارد. خانم کوچک این بار اتابک را با گلوله می‌زند. برادرزاده‌ها به جان هم می‌افتند و همه به جز کنیزک قربانی ثروت خانوادگی می‌شوند.

## بازیگران
اسامی بازیگران فیلم شطرنج باد به شکل* و ترتیب نمایش در عنوان‌بندی آغازین فیلم:
1. فخری خوروش به نقش خانوم کوچیک
2. محمدعلی کشاورز به نقش حاجی عمو
3. اکبر زنجانپور به نقش رمضان
4. حمید طاعتی به نقش کمیسر
5. آقاجان رفیعی
6. آنیک [شفرازیان] به نقش دایه
7. مجید حبیب‌پور
8. جواد جوادی
9. جواد رجاور
10. علی احمدی
11. شهره آغداشلو (با معرفی، در نقش کنیزک)
12. شهرام گلچین (با معرفی، در نقش شعبان)

* اسامی داخل کروشه در عنوان بندی و یا پوستر درج نشده‌اند.

## دربارهٔ فیلم
این فیلم در عمارت مشیرالدوله فیلم‌برداری شده و درونمایه آن نمایش فساد فراگیر دور قاجاریان و شکاف‌های اجتماعی و ظهور طبقه متوسط در دودمان پهلوی است. 

## دیگر عوامل فیلم[۱][۳]
- مدیر تولید: ژاله مجلل
- چهره‌پرداز: ناهید پزشکیان
- خط: هادی زاهد شکرابی

گروه کارگردانی
- دستیار کارگردان: خسرو (ابراهیم) مختاری
- منشی‌های صحنه: منیژه عراقی‌زاد و سیما پستچی
- اثرات مخصوص: مهدی بهمن‌پور

گروه صدا
- مدیر گفت و گویی (سرپرست گویندگان): علی کسمایی
- صدابرداران: مصطفی مصطفی‌زاده، والود آقاجانیان، علی اصغری
- دستیاران صداربرداری: یدالله عسکری، اسماعیل حیدری، احمد آزاد

گروه فیلمبرداری
- مدیر فیلمبرداری: هوشنگ بهارلو
- فیلمبردار: فرخ مجیدی
- دستیار فیلم‌بردار: احمد ابراهیمی
- دستیار دوم فیلمبردار: محمد‌ بخش
- عکاس: فرهاد فرهادی

گروه صحنه و لباس
- طراح صحنه: حوری اعتصام
- مدیر صحنه: محمدرضا مقدسیان
- طراح لباس: منوچهر صفرزاده
- ساخت دکور: سامی تحصنی
- مسول لباس: حسن کریمان

گروه لابراتوار
- لابراتوار: بدیع

گروه تدارکات و امور فنی
- تدارکات: حمید علیمرادی
- دستیار تدارکات: علی[رضا] کاشانی
- متخصص فنی برق: کریم مرآتی
- کارگر فنی: یوسف وظیفه

توضیح: اسامی داخل کروشه و پرانتز در عنوان بندی و یا پوستر درج نشده‌اند.

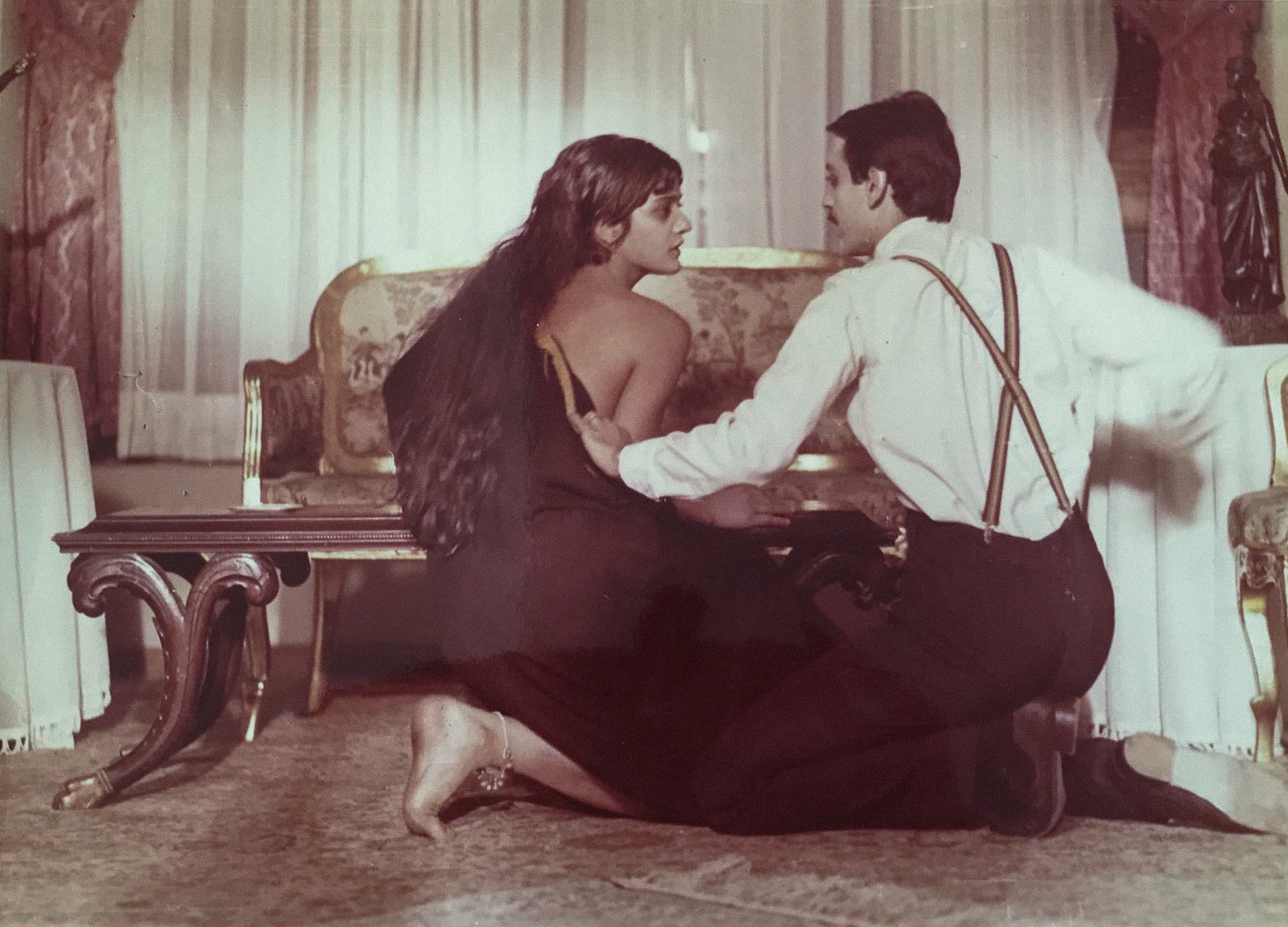
شهره آغداشلو و شهرام گلچین در شطرنج باد

## مرمت
شطرنج باد در سال ۲۰۲۰ توسط سینماتک بولونیا با پشتیبانی بنیاد فیلم مارتین اسکورسیزی و با کمک مالی بنیاد جرج لوکاس مرمت شد.